# Leitza
Leitza är en kommun i Spanien.   Den ligger i provinsen Provincia de Navarra och regionen Navarra, i den nordöstra delen av landet, 300 km nordost om huvudstaden Madrid. Antalet invånare är 2 916. Arean är 58 kvadratkilometer.
Terrängen i Leitza är kuperad.